# 구라산성
구라산성은 충청북도 청주시 상당구 미원면 대산리에 있다. 2015년 4월 17일 청주시의 향토유적 제2호로 지정되었다.

## 개요
삼국시대말 신라가 보은에서 진천으로 가는 교통 요충지에 쌓은 산성이다.